# Mesodesma deauratum
Mesodesma deauratum is een tweekleppigensoort uit de familie van de Mesodesmatidae. De wetenschappelijke naam van de soort is voor het eerst geldig gepubliceerd in 1822 door Turton.